# Anette von Eichel

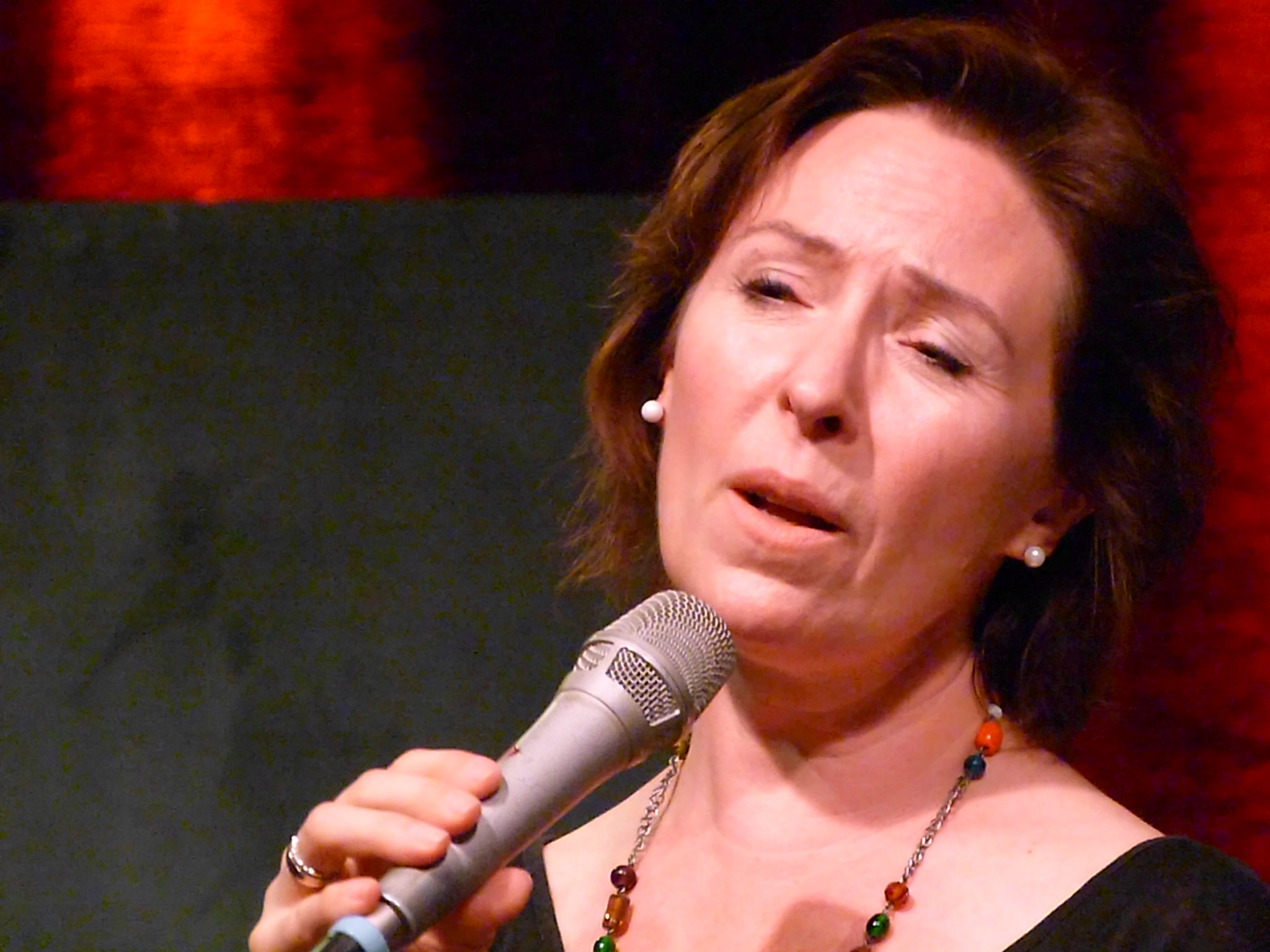
Anette von Eichel

Anette von Eichel (* 1971 in Hessen) ist eine deutsche Jazzmusikerin und Musikhochschulprofessorin.

## Leben und Wirken
Eichel sang zunächst im Kirchenchor der örtlichen Gemeinde. Bald kam sie zum Jazz, zunächst trat sie von 1993 bis 1995 mit der Band Naima und dem hessischen Freejazz-Ensemble Ensemble H auf. Zwischen 1995 und 1997 gehörte sie dem Bundesjazzorchester an und trat in dieser Zeit auch regelmäßig mit dem Landesjugendjazzorchester Hessen auf. 1995 und 1996 war sie als Solistin des Jazzchores des Deutschen Sängerbundes aktiv.
Zwischen 1994 und 1998 studierte Eichel im Bachelorstudiengang Jazzgesang am Königlichen Konservatorium Den Haag bei Rachel Gould, Jeanne Lee, Ineke Heijliger und dem Pianisten Frans Elsen. Anschließend absolvierte sie ihren Jazz-Masterabschluss am Königlichen Konservatorium Den Haag im Jahr 2000 mit Auszeichnung. Außerdem absolvierte sie parallel ein Magisterstudium der Europäischen Expansionsgeschichte an der Rijksuniversiteit Leiden.
2001 legte Eichel ihr von Hein van de Geyn produziertes Debütalbum vor. Es folgten weitere Produktionen unter ihrem Namen, für die sie auch komponierte und textete, und als Sidewoman. Sie arbeitete mit internationalen Jazzmusikern und Komponisten, der Filmkomponistin Annette Focks sowie dem Sunday Night Orchestra, dem Cologne Contemporary Jazz Orchestra oder der Shreefpunk-Bigband. Ihr Schaffen reicht von zeitgenössischem Jazz bis hin zu freier Improvisation und Neuer Musik. Konzertreisen führten sie u. a. nach Österreich, die Schweiz, Frankreich, Italien, die Niederlande, Kroatien, Ungarn, Rumänien, Moldawien, Spanien und Südafrika.
Eichel war von 2001 bis 2009 Dozentin am Königlichen Konservatorium in Den Haag. Seit 2010 ist sie Professorin für Jazzgesang und Ensemble an der Hochschule für Musik Köln. Seit 1. März 2021 fungiert sie als Dekanin des Fachbereichs Jazz/Pop der HfMT Köln.
Die gesellschaftliche Relevanz der künstlerischen Arbeit von Musik- und Kulturschaffenden liegt Eichel besonders am Herzen. Darum engagiert sie sich seit 2016 Mitglied im Vorstand der Deutschen Jazzunion; seit Frühjahr 2022 ist sie deren Vorsitzende. Ende Oktober 2021 wurde sie in das Vorstandspräsidium des Deutschen Musikrats gewählt.
Eichel lebt und arbeitet in Köln.

## Preise und Auszeichnungen
1991 wurde sie mit Markus Horn und den anderen Mitgliedern des Ensembles Prelude Sieger des hessischen Landeswettbewerbs „Jugend jazzt“. 1994 erhielt sie einen ersten Preis in einem Wettbewerb der Hamburger Akademie der Tonkunst.

## Diskographische Hinweise
- Welcome to My World (mit Matthias Bergmann, Michael Erian, Wolfert Brederode, Jakob Frandsen, Jens Loh, Hein van de Geyn, Thorsten Grau; 2001)
- Get Out Now (mit Michael Erian, Wolfert Brederode, Jakob Frandsen, Jens Loh, Thorsten Grau; Double Moon 2004)
- Deujazz: Kauf Dir einen bunten Luftballon (mit Matthias Schriefl, Robert Landfermann und Jonas Burgwinkel, 2007)
- Golightly (mit Florian Ross, Jesse van Ruller, John Hollenbeck, Jasper Blom, Double Moon 2012)
- Anette von Eichel, Christof Thewes: VoicesNoisesLungs'n'Tongues (gligg records 2017)
- Christoph Mudrich Nonet: Beneath the Underdog (mit Christoph Mudrich, Kristina Brodersen, Johannes Müller, Ralph Himmler, Alisa Klein, Arnulf Ochs, Dirk Kunz und Dirik Schilgen, Blue Concept, 2019)
- Inner Tide (mit Sebastian Sternal, Henning Sieverts, Jonas Burgwinkel, Jasper Blom; Double Moon 2021)